# 5179 Takeshima
5179 Takeshima este un asteroid din centura principală de asteroizi.

## Descriere
5179 Takeshima este un asteroid din centura principală de asteroizi. A fost descoperit pe 1 martie 1989 la Geisei de Tsutomu Seki. El prezintă o orbită caracterizată de o semiaxă mare de 2,31 ua, o excentricitate de 0,05 și o înclinație de 6,3° în raport cu ecliptica.